# Sascha Uwe Kaleck
Sascha Uwe Kaleck (* 8. April 1997 in Friedrichshafen) ist ein deutscher Volleyballspieler.

## Karriere
Kaleck begann seine Karriere bei den Volley YoungStars, dem Nachwuchs des VfB Friedrichshafen. Mit der Mannschaft gewann er 2014 und 2015 die deutsche U20-Meisterschaft. In der Saison 2015/16 spielte er mit der Nachwuchsmannschaft VC Olympia Berlin in der Zweiten Bundesliga Nord. 2016 wurde er vom deutschen Bundesligisten Netzhoppers Königs Wusterhausen verpflichtet. Mit dem Verein aus Brandenburg erreichte er in der Saison 2016/17 das Halbfinale im DVV-Pokal und das Playoff-Viertelfinale der Bundesliga.